# Underblommeväxter
Underblommeväxter (Nyctaginaceae) är en familj i ordningen Caryophyllales med omkring 33 släkten och 290 arter. De är främst hemmahörande i världens tropiska och subtropiska områden, men det finns även några arter i tempererat klimat. I familjen finns en art, Mirabilis extensa, som odlas som rotfrukt i Anderna. Arter i bland annat släktena underblommor, trillingblommor och Abronia används som prydnadsväxter.
Underblommeväxterna är träd, buskar, örtartade och några få lianer. De har vanligen motsatta blad.

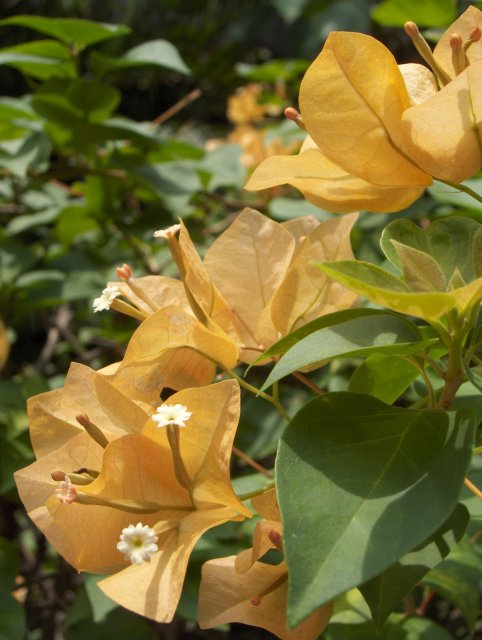
Blank trillingblomma (Bougainvillea glabra).